# Lijst van rivieren in Rwanda

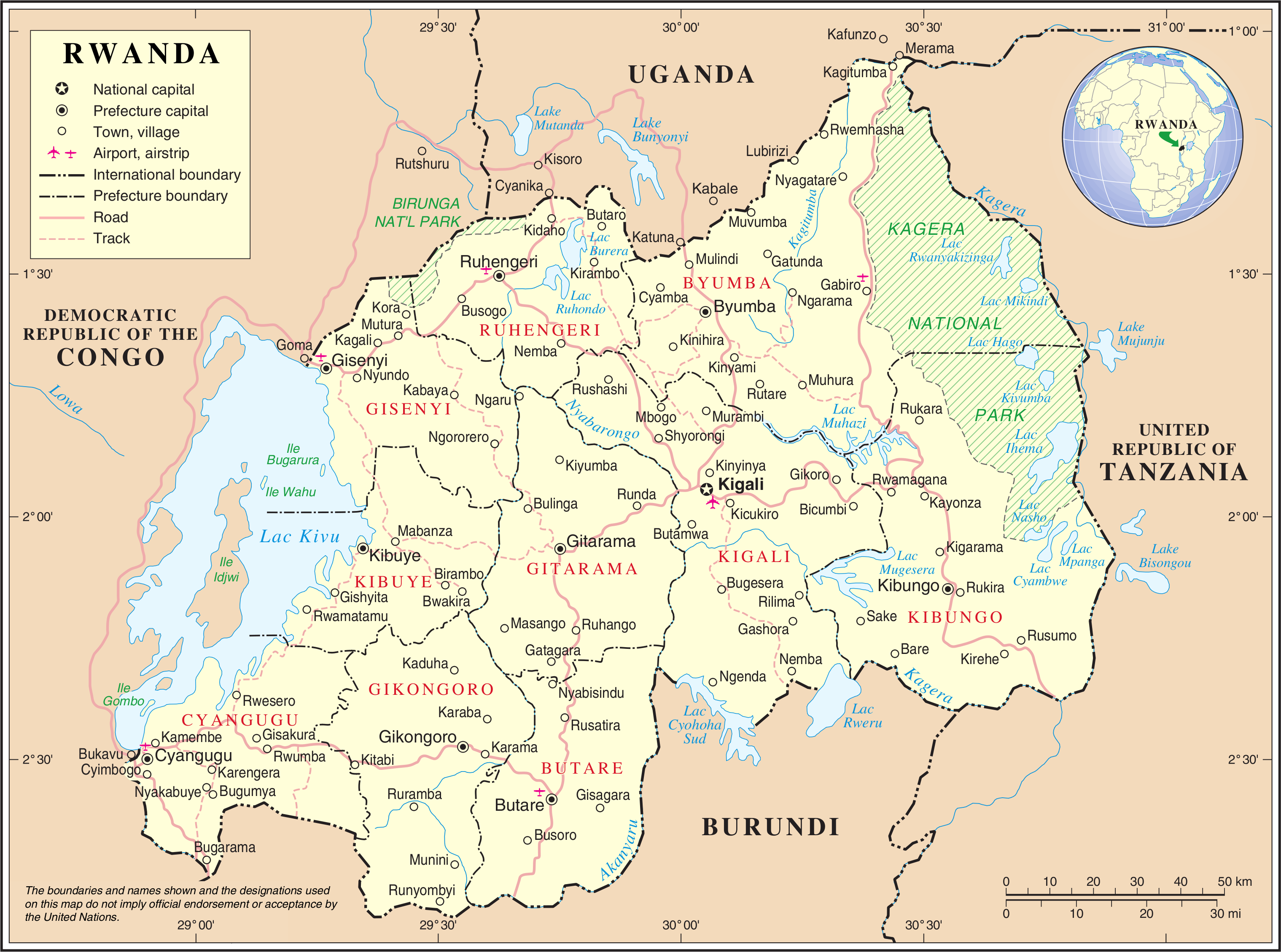
Kaart van Rwanda.

Dit is een lijst van rivieren in Rwanda. De rivieren in deze lijst zijn geordend naar drainagebekken en de opeenvolgende zijrivieren zijn ingesprongen weergegeven onder de naam van elke hoofdrivier.

## Middellandse Zee
Het grootste deel van Rwanda ligt oostelijk van de waterscheiding tussen de stroomgebieden van de Congo en de Nijl en draineert overtollig water via het Nijlbekken in de Middellandse Zee. De belangrijkste Rwandese rivieren in dit bekken zijn de Mwogo, Rukarara, Mukungwa, Base, Nyabarongo en Akanyaru. De Nyabarongo wordt Akagera genoemd na samenvloeiing met het water van het Rwerumeer.
- Nijl
  - Witte Nijl
    - Victoriameer
      - Kagera
        - Nyabarongo / Akagera
          - Mbirurume
          - Mwogo
            - Rukarara

          - Mukungwa
          - Base
          - Akanyaru

## Atlantische Oceaan
Het westelijk deel van Rwanda bestaat uit een gebergte dat zich ten oosten van de Albertijnse Rift uitstrekt. Het westelijk deel van dit gebergte maakt deel uit van het Congobekken en draineert overtollig water via de Rusizi, dat via de Congo uitmondt in de Atlantische Oceaan. De belangrijkste Rwandese rivieren in het Congobekken zijn de Sebeya, Koko, Ruhwa, Rubyiro en Rusizi.
- Congo (Congo-Kinshasa)
  - Lualaba (Congo-Kinshasa)
    - Lukuga (Congo-Kinshasa)
      - Tanganyikameer
        - Rusizi
          - Kivumeer
            - Sebeya
            - Koko (district Rutsiro)

          - Rubyiro
          - Ruhwa
            - Koko (district Rusizi)